# 前进艺术中心

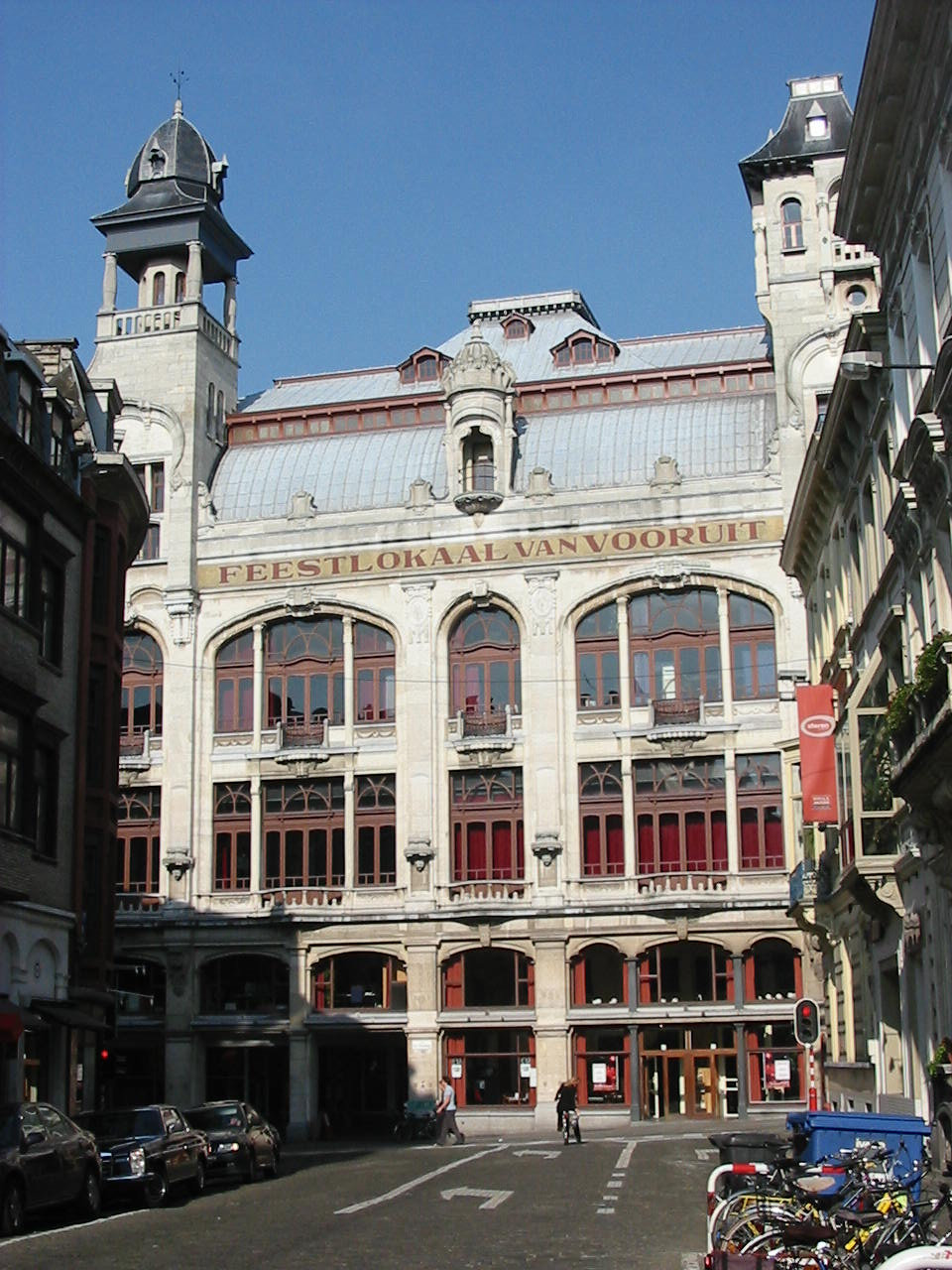

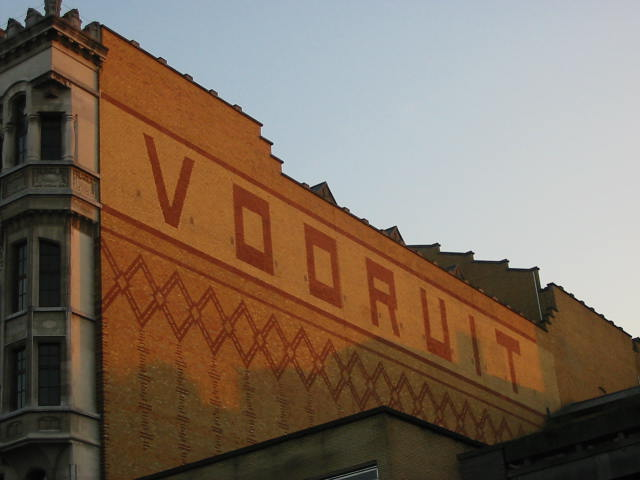

前进艺术中心 是比利时根特的一个历史建筑群，最初是根特劳工运动的节日和艺术中心，设有舞厅、电影院、剧院等。它现在主要用于音乐会和其他文化活动。

## 历史
前进艺术中心由费迪南德·迪尔肯斯设计，建于1911年至1914年之间，在战间期成为社会主义运动的象征。该建筑得名于社会主义消费组织（合作社）前进 （1891-1970）, 由爱德华·安塞勒支持，以保护工人免受资本主义的不稳定之苦。在这里，工人可以以负担得起的成本吃喝和享受文化。
第二次世界大战后，该建筑恶化，1983年，前进被列为文化遗产。从1990年到2000年，该建筑在修复过程中继续运作。2000年，修复后的前进艺术中心被授予佛兰芒纪念碑年度奖。。